# Айсфельд, Альфред
Альфред Айсфельд— немецкий историк, специализирующийся на истории российских немцев.

## Биография
Альфред Айсфельд родился 18 мая 1951 года в посёлке Ува Удмуртской АССР, РСФСР, СССР.
Он изучал историю Восточной и Юго-Восточной Европы, а также политологию и журналистику в Боннском университете (до 1975 года) и в Мюнхенском университете (с 1977 года). В 1983 году он защитил докторскую диссертацию в Мюнхене на тему «Немецкие колонии на Волге 1917–1919 годов и Германский рейх».
С 1984 по 1987 год работал научным сотрудником в Институте Восточной Европы в Мюнхене, а затем до 1988 года — научным референтом в Гёттингенском рабочем кружке. С 1988 года он является исполнительным директором Гёттингенского рабочего кружка e.V., а с 1990 года — исполнительным руководителем Института исследований Германии и Восточной Европы при Гёттингенском рабочем кружке. С 2002 по 2010 год он возглавлял гёттингенский отдел Института культуры и истории немцев в Северо-Восточной Европе (IKGN), а с 2010 года был научным сотрудником IKGN в Гёттингене.
Айсфельд является экспертом по истории и культуре немцев в Российской империи, СССР и СНГ, а также по российской и советской национальной политике, немецко-российским и немецко-украинским отношениям. С 1996 года он является председателем «Научной комиссии по делам немцев в России и в СНГ e.V.», с 1999 года — членом правления фонда Ostdeutscher Kulturrat, с 1988 по 1993 год был заместителем председателя Культурного совета немцев из России. С 2010 года — научный консультант фонда «Stiftung Flucht, Vertreibung, Versöhnung» (Бегство, изгнание, примирение). С 2009 по 2013 год был членом федерального правления «Землячества немцев из России». 26 апреля 2022 года Айсфельд был награждён Почётным знаком Союз изгнанных (BdV).

## Избранные публикации
- Deutsche Kolonien an der Wolga 1917–1919 und das Deutsche Reich (Немецкие колонии на Волге 1917–1919 годов и Германский рейх). Wiesbaden, 1985.
- Die Deutschen in Rußland und in der Sowjetunion (Немцы в России и в Советском Союзе). Wien, 1986.
- Die Russlanddeutschen (Российские немцы). München, 1992 (2-е изд. 1999).
- А. Т. Бектурова (Ред.): Из истории немцев Кыргызстана, 1917–1999 гг. Сборник документов и материалов. Бишкек, 2000.
- Die Aussiedlung der Deutschen aus der Wolgarepublik 1941–1957 (Выселение немцев из Поволжской республики 1941–1957). München, 2003.
- Немцы России. Энциклопедия. Том 2: К – О. Москва, 2004.
- История и культура немцев Казахстана. Geschichte und Kultur der Deutschen Kasachstans. 2-е изд. Гёттинген-Алматы, 2017.
- Депортация немцев Украины 1941-1946 гг. Сборник документов. Deportation der Deutschen der Ukraine 1941-1946. Киев, 2021.
- Einwanderung in das Wolgagebiet 1764-1767. Band 2. Kolonien Galka - Kutter. 2-е изд. Гёттинген, 2021.

## Видеоматериалы
- Deutsche aus Russland im Interview: Dr. Dr. h. c. Alfred Eisfeld
- Akademische Viertelstunde mit Dr. Dr. h. c. Alfred Eisfeld
- Akademische Viertelstunde mit Dr. Dr. h. c. Alfred Eisfeld (Teil 2)
- Dr. Alfred Eisfeld über die Wanderausstellung "Deutsche in der Ukraine"

## Weblinks
- Айсфельд Альфред
- Проливая свет на тёмные страницы истории
- Доктор Альфред Айсфельд про мобильную выставку "Немцы в Украине"